# Sergej Slonimskij
Sergej Mikhajlovitj Slonimskij (russisk: Серге́й Миха́йлович Слони́мский, tr. Sergéj Mikhájlovitj Slonímskij; født 12. august 1932 i Leningrad, Sovjetunionen, død 9. februar 2020 i Sankt Petersborg, Rusland) var en russisk komponist og pianist.
Slonimskij studerede komposition under bl.a. Vissarion Sjebalin og Boris Arapov.
Han komponerede mere end hundrede værker i alle genrer, blandt andet 32 symfonier, 5 operaer, 2 balletter, kammermusik, kormusik, teatermusik, vokalmusik og musik til film.
Slonimskij var søn af den sovjetiske forfatter Mikhail Slonimskij og nevø til komponisten Nikolaj Slonimskij og hørte til en af Ruslands fremtrædende komponister i det 20. århundrede.

## Udvalgte værker
- 32 symfonier
- 5 operaer
- 2 balletter
- Kammermusik
- Filmmusik
- Kormusik